# Gene Vance
Ellis Eugene "Gene" Vance (Clinton, Illinois, 25 de febrero de 1923-16 de febrero de 2012) fue un jugador de baloncesto estadounidense que disputó cinco temporadas entre la BAA y la NBA. Con 1,91 metros de estatura, jugaba en la posición de escolta.

## Trayectoria deportiva

### Universidad
Jugó durante tres temporadas con los Fighting Illini de la Universidad de Illinois en Urbana-Champaign, formando junto a Andy Phillip, Art Mathisen, Ken Menke y Jack Smiley los denominados Whiz Kids, quienes ganaron en 1942 y 1943 dos títulos de la Big Ten Conference consecutivos, con 25 de 27 victorias dentro de la conferencia. Fue incluido en ambas temporadas en el mejor quinteto de la misma. Tras cumplir con el servicio militar, regresó en 1946 para completar sus estudios.

### Profesional
Fue elegido en la trigésimo séptima posición del Draft de la BAA de 1947 por Chicago Stags, donde jugó dos temporadas, siendo la más destacada la segunda, en la que acabó como tercer mejor anotador del equipo por detrás de Max Zaslofsky y Andy Phillip, promediando 10,3 puntos y 3,0 asistencias por partido.
En 1949 fue traspasado a los Tri-Cities Blackhawks a cambio de George Nostrand. Allí se vería condicionado por las lesiones, promediando en su primera temporada 8,7 puntos y 3,5 asistencias por partido, bajando considerablemente el rendimiento al año siguiente. En 1951 el equipo pasó a denominarse Milwaukee Hawks, y tras 7 partidos se retiró definitivamente.

#### Estadísticas en la BAA y la NBA

##### Temporada regular
| Temporada | Edad | Equipo                | Liga  | P   | TIT | MIN  | TC  | TCA  | %TC  | 3P | 3PA | %3P | TL  | TLA | %TL  | R.OF. | R.DEF. | REB | ASIS | ROB | TAP | PER | FP  | PTS  |
| 1947-48   | 24   | Chicago Stags         | BAA   | 48  |     |      | 3.4 | 12.9 | .264 |    |     |     | 1.6 | 2.6 | .603 |       |        |     | 1.0  |     |     |     | 4.0 | 8.4  |
| 1948-49   | 25   | Chicago Stags         | BAA   | 56  |     |      | 4.0 | 11.7 | .338 |    |     |     | 2.3 | 3.2 | .724 |       |        |     | 3.0  |     |     |     | 3.9 | 10.3 |
| 1949-50   | 26   | Tri-Cities Blackhawks | NBA   | 35  |     |      | 3.1 | 9.3  | .338 |    |     |     | 2.5 | 3.4 | .717 |       |        |     | 3.5  |     |     |     | 4.1 | 8.7  |
| 1950-51   | 27   | Tri-Cities Blackhawks | NBA   | 28  |     |      | 1.6 | 3.9  | .400 |    |     |     | 1.5 | 2.2 | .705 |       |        | 3.1 | 1.9  |     |     |     | 3.3 | 4.7  |
| 1951-52   | 28   | Milwaukee Hawks       | NBA   | 7   |     | 16.9 | 1.0 | 3.7  | .269 |    |     |     | 1.3 | 2.0 | .643 |       |        | 2.1 | 1.3  |     |     |     | 2.6 | 3.3  |
| Total     |      |                       | TOTAL | 174 |     | 16.9 | 3.1 | 10.0 | .315 |    |     |     | 2.0 | 2.9 | .687 |       |        | 2.9 | 2.3  |     |     |     | 3.8 | 8.3  |
|           |      |                       | BAA   | 104 |     |      | 3.7 | 12.3 | .302 |    |     |     | 2.0 | 3.0 | .674 |       |        |     | 2.1  |     |     |     | 3.9 | 9.4  |
|           |      |                       | NBA   | 70  |     | 16.9 | 2.3 | 6.6  | .349 |    |     |     | 2.0 | 2.8 | .708 |       |        | 2.9 | 2.6  |     |     |     | 3.6 | 6.6  |

##### Playoffs
| Temporada | Edad | Equipo                | Liga  | P  | MIN | TCA | TC  | 3PA | 3P | TLA | TL | R.OF. | REB | ASIS | ROB | TAP | PER | FP | PTS | %TC  | %3P | %FT  | MIN | PTS  | REB | AST |
| 1947-48   | 24   | Chicago Stags         | BAA   | 5  |     | 17  | 66  |     |    | 13  | 17 |       |     | 1    |     |     |     | 15 | 47  | .258 |     | .765 |     | 9.4  |     | 0.2 |
| 1948-49   | 25   | Chicago Stags         | BAA   | 2  |     | 8   | 35  |     |    | 5   | 6  |       |     | 7    |     |     |     | 11 | 21  | .229 |     | .833 |     | 10.5 |     | 3.5 |
| 1949-50   | 26   | Tri-Cities Blackhawks | NBA   | 3  |     | 7   | 31  |     |    | 5   | 10 |       |     | 9    |     |     |     | 17 | 19  | .226 |     | .500 |     | 6.3  |     | 3.0 |
| Total     |      |                       | TOTAL | 10 |     | 32  | 132 |     |    | 23  | 33 |       |     | 17   |     |     |     | 43 | 87  | .242 |     | .697 |     | 8.7  |     | 1.7 |
|           |      |                       | BAA   | 7  |     | 25  | 101 |     |    | 18  | 23 |       |     | 8    |     |     |     | 26 | 68  | .248 |     | .783 |     | 9.7  |     | 1.1 |
|           |      |                       | NBA   | 3  |     | 7   | 31  |     |    | 5   | 10 |       |     | 9    |     |     |     | 17 | 19  | .226 |     | .500 |     | 6.3  |     | 3.0 |

## Vida posterior
Tras retirarse regresó a Illinois, entrenando en un colegio durante 4 años hasta que en 1956 entró a formar parte del organigrama de la Universidad de Illinois en Urbana-Champaign, donde permaneció hasta jubilarse en 2000, llegando a ser director deportivo entre 1967 y 1972.